# Colenbuen
Colenbuen', ook Colenbuen de Strazeele, was een Zuid-Nederlandse adellijke familie.

## Geschiedenis
- In 1756 verleende keizerin Maria-Theresia erfelijke adel aan André-Augustin Colenbuen, schepen van de stad Ieper.
- In 1826 werd onder het Verenigd Koninkrijk der Nederlanden erkenning in de erfelijke adel verleend aan André-Antoine Colenbuen, zoon van de voorgaande. Hij verwaarloosde de open brieven te lichten, zodat de adelserkenning niet doorging.

## Ferdinand Colenbuen
Ferdinand Alfred Joseph Colenbuen (Jemappes, 16 februari 1843 - Bergen, 29 juli 1891), zoon van Gustave Colenbuen en Marie-Mélanie Spitaels, kreeg in 1889 vergunning om de Strazeele (naam van een heerlijkheid die vroeger aan de familie had behoord) aan zijn familienaam toe te voegen en werd in 1890 erkend in de erfelijke adel. Hij trouwde in 1868 met Joséphine Herdenpont (1850-1887). Hun dochter Marie (1870-1895) trouwde met kolonel Gustave Wielemans. Hun twee zoons bleven ongehuwd. De familietak is uitgedoofd in 1902.

## Oscar Coluenbeen
Oscar Gustave Alexandre Colenbuen (Gent, 4 april 1869 - Den Haag, 17 februari 1926), broer van de voorgaande, kreeg in 1889 vergunning om de Strazeele aan zijn familienaam toe te voegen, nadat hij in 1888 erkend was in de erfelijke adel. Hij bleef vrijgezel. Familietak uitgedoofd in 1926.